# Efraín Villacís
Efraín Villacís (Quito, 1 de mayo de 1966) es un narrador, dramaturgo, crítico, editor e impulsor de revistas culturales ecuatoriano.

## Trayectoria
Ha colaborado asiduamente en diversos medios de comunicación, dentro y fuera del Ecuador, mediante numerosos artículos y ensayos (de los que en esta página se ofrece una muestra) sobre temas literarios y de actualidad (cine, arte, política). Es una de las voces más personales y potentes de la narrativa y de la crítica literaria ecuatoriana. Ha publicado estudios críticos sobre Jorge Carrera Andrade, Medardo Ángel Silva, Gonzalo Zaldumbide, Enrique Gil GIlbert, Gonzalo Escudero, Gabriela Mistral, Teresa de la Parra, Mary Shelley, entre otros. 
Ha participado en proyectos culturales en varios países, como Ecuador, Venezuela, República Dominicana, Brasil y España: director ejecutivo y promotor de artes musicales de la Fundación Cultural Zaldumbide Rosales; gerente de la Fiesta Internacional de la Cultura y el Libro 2008; presidente de la Junta Directiva de la Orquesta Sinfónica Nacional del Ecuador; miembro del consejo editorial de la revista El Búho. Editor de la revista de artes escénicas El Apuntador. Gestó y dirigió el proyecto editorial del Consejo de la Judicatura del Ecuador (una de las iniciativas culturales más importantes del Ecuador en las últimas décadas), en el que estuvieron encuadradas la revista Justicia para Todos, la colección de libros Literatura y Justicia y la Gaceta Judicial en línea.

## Obras
Teatro
- El contrato (estrenada en 1999, no publicada).

Novela
- La sonrisa hueca del señor Horudi (2018).

- Ciudad Jenga (2020).

Relatos
- Parque Inglés (UDLA, 2024). Presentación de Eduardo Varas.

Ensayo
- Gonzalo Zaldumbide y Gabriela Mistral. Dos visiones, una amistad (2000).

- Presencias de Teresa de la Parra (2002).

- Dos visiones de una tradición. Una discusión epistolar: Julio Zaldumbide y Juan León Mera (2006).

Estudios
- Huésped de mar y tierra en casa de Gabriela Mistral (2002).

- Para matar el gusano de José Rafael Bustamante (2003).
- Medardo Ángel Silva publicado en París (2004).
- Frankenstein de Mary Shelley (2005).
- Los Quiteños de Francisco Tobar García (2005).
- Obras escogidas de Enrique Gil Gilbert (2006).
- De la filosofía y otros ensayos de José Rafael Bustamante (2006).

Prólogos
- Mi tío Atahualpa de Paulo de Carvalho-Neto (2004).

- Poesías escogidas de Medardo Ángel Silva (2004).
- Cartas al Ecuador de Benjamín Carrión (2007).
- Signos fatales de Sonia Manzano (2007).

- La noche del rebaño de Luis Félix López (2007).
- Sonata para Valle Inclán y otros ensayos de César E. Arroyo (2007).
- Obra selecta de Raúl Andrade (2009).

- Elogio de la necedad de Erasmo de Rotterdam (2014).

- Honorarios de José de la Cuadra (2014).

Como editor
- Cartas 1933-1934 de Gonzalo Zaldumbide (2000), con Gustavo Salazar Calle.

- Significado de España en América de Gonzalo Zaldumbide (2001).
- La rosa gráfica: productor y editor con Carlos Zamora (2006).